# 黄星原
黄星原（1960年7月—），黑龙江人，中华人民共和国外交官，曾任中华人民共和国驻塞浦路斯共和国特命全权大使。

## 生平
1985年毕业于吉林大学。1985年至1986年在外交学院进修国际法学。
1986年至1999年11月，历任外交部新闻司职员、驻长崎总领馆随员、驻大阪总领馆三秘、二秘、外交部新闻司亚非处副处长、处长。1999年11月至2000年12月，任云南省麻栗坡县副县长。
2000年12月至2005年，任中华人民共和国驻日本国大使馆参赞。2005年至2007年，任外交部新闻司参赞。2007年起，任外交学会党组成员、副会长兼秘书长。
2013年4月21日，担任中华人民共和国驻特立尼达和多巴哥共和国特命全权大使。同年5月10日，黄星原向特多总统安东尼·卡莫纳递交国书。
2016年7月出任中华人民共和国驻塞浦路斯共和国特命全权大使。同年9月，他表示中国支持塞浦路斯的统一。